# Lohengrin (opéra)
Pour les articles homonymes, voir Lohengrin (homonymie).
Pour le personnage, voir Lohengrin.
Personnages
- Henri l’Oiseleur, roi de Germanie (basse)
- Lohengrin, chevalier du Graal (ténor)
- Elsa de Brabant (soprano)
- Frédéric de Telramund, comte de Brabant (baryton)
- Ortrude, son épouse (mezzo-soprano)
- Le héraut du roi (baryton)
- Le duc Godefroi, frère d'Elsa de Brabant (rôle muet)

Airs
- Prélude — Acte I; Acte III
- Einsam in trüben Tagen (Elsa) — Acte I
- Euch lüften, die mein Klagen (Elsa) — Acte II
- Gesegnet soll sie schreiten  (chœur) — Acte II
- Treulich geführt (chœur) — Acte III
- Das süsse Lied verhallt (Lohengrin, Elsa) — Acte III
- In fernem Land (Lohengrin) — Acte III
- Mein lieber Schwan (Lohengrin) — Acte III

Lohengrin est un opéra de Richard Wagner.
C'est son sixième opéra et le troisième de ses dix opéras principaux. Il porte la référence WWV 75 du catalogue de ses œuvres. Il fut composé de 1845 à 1848 et créé le 28 août 1850 à Weimar. Cet « opéra romantique en trois actes » dure environ trois heures et demie.

Selon Pierre-Jean Rémy : "Trente-deux ans après sa création, Wagner reprendra, en quelque sorte, le fil de son Lohengrin, avec Parsifal. Lohengrin le dit lui-même, dans l’air fameux du dernier acte de la partition, son père est Parsifal !".
Cet opéra respecte la règle classique "des trois unités", de temps, de lieu et d'action :

Qu'en un lieu, qu'en un jour, un seul fait accompli

Tienne jusqu'à la fin le théâtre rempli.

(Boileau, L'Art Poétique, Chant 3, V. 45-46)

Un seul jour : l'arrivée de Lohengrin et le jugement de Dieu, le mariage, la nuit de noces et le départ de Lohengrin tiennent en 24 heures

Un seul lieu : Anvers et ses alentours immédiats.

Un seul fait : Elsa résistera-t-elle au doute ou bien posera-t-elle à Lohengrin la question fatale ?

## Fiche technique
- Titre : Lohengrin
  - Description : opéra romantique en trois actes
  - Durée : trois heures trente minutes environ
- Catalogage : Wagner-Werk-Verzeichnis 75
- Livret du compositeur[1]
  - Langue : allemand
- Composition :
  - Livret : esquisse en juillet et août 1845, rédaction jusqu’en novembre 1845, Marienbad et Dresde
  - Musique : du printemps 1846 au 28 avril 1848, Dresde
- Dédicace : Franz Liszt
- Premières
  - Création : Großherzogliches Hoftheater, Weimar, 28 août 1850. Direction musicale : Franz Liszt 
  - Richard Wagner : il y assiste la première fois le 15 mai 1861 à Vienne.
  - Version française : 22 mars 1870, théâtre royal de la Monnaie, Bruxelles, sous la direction de Hans Richter, version française de Charles Nuitter, décors d'Édouard Desplechin.
  - Paris : version de concert, Eden-Théâtre, 3 mai 1887, dir. Charles Lamoureux ; opéra, 16 septembre 1891, dir. Charles Lamoureux.
  - Rouen : 7 février 1891, dir. Philippe Flon[3]
  - Festival de Bayreuth : 1894 ;  distribution, voir Lavignac sur wikisource.

## Personnages

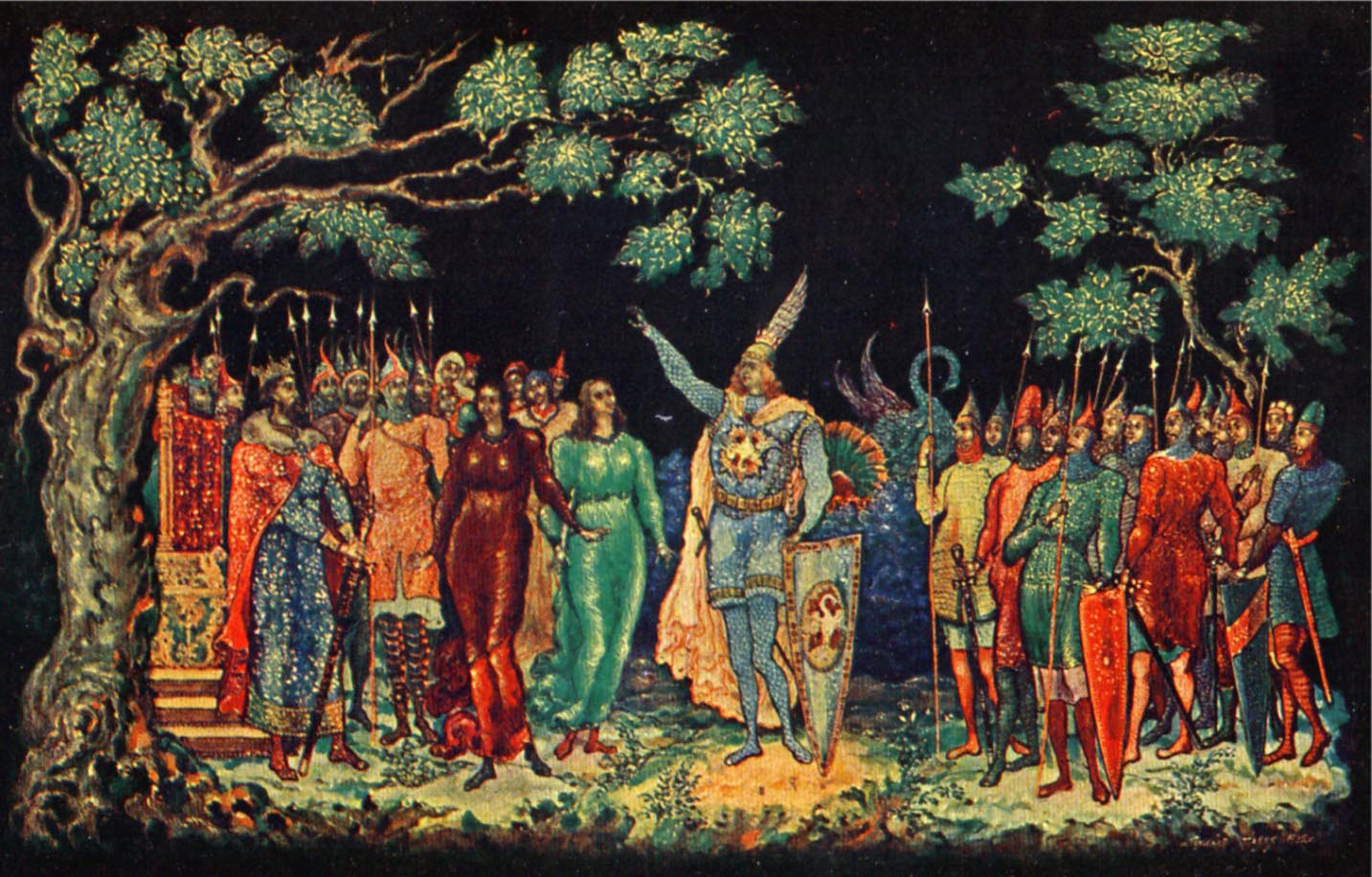
Lohengrin à Moscou en 1932 avec Leonid Sobinov.

- Henri l’Oiseleur (Heinrich der Vogler), roi de Germanie (basse)
- Lohengrin (ténor)
- Elsa von Brabant (soprano)
- Le duc Gottfried, son frère (rôle muet)
- Friedrich von Telramund, comte brabançon (baryton)
- Ortrud, sa femme (mezzo-soprano dramatique)
- Le héraut d’armes du Roi (baryton)
- Quatre nobles du Brabant (ténors et basses)
- Quatre pages (sopranos et altos)
- Comtes et nobles saxons et thuringiens, comtes et nobles brabançons, dames, pages, vassaux, femmes et serfs

## Argument
Lieu : un lieu sur l'Escaut, près d’Anvers, dans le duché de Brabant dont le frère d'Elsa est héritier
Époque : au Moyen-Âge, sous le règne d’Henri I° dit ‘L’Oiseleur’, roi de Francie Orientale de 919 à 936.
Il est à noter que cet opéra respecte la règle des trois unités du théâtre classique. D'abord, il n'y a pas de déplacement : toujours sur l'Escaut (unité de lieu). Ensuite, le drame ne dure que 24 heures (unité de temps). Enfin, il n'y a qu'une intrigue : Elsa peut-elle garder sa promesse sans poser la question interdite sur l'origine de son époux ? C'est uniquement ce que Lohengrin ne savait pas. Une fois la promesse rompue, le drame se termine de façon tragique.

### Acte I
Henri l'Oiseleur, roi de Francie Orientale, visite le Brabant pour lever des troupes. Les Hongrois ont rompu une trêve de neuf années et menacent le royaume. Le roi dit sa tristesse de voir le duché de Brabant sans chef et dans la discorde. Il demande au comte Friedrich de Telramund de lui faire le récit de la situation.
Telramund prend la parole et dit au roi et à l'assemblée qu'avant de mourir, le duc de Brabant l'avait nommé protecteur de ses deux enfants, Gottfried et Elsa ; un jour, les deux enfants étaient partis en promenade dans la forêt et Elsa était revenue seule. Telramund dit sa conviction qu'Elsa a fait périr son frère et que pour cette raison, il a renoncé à l'épouser et a pris pour femme Ortrud, fille de Radbod, prince de Frise. Étant le plus proche parent du duc défunt et sa femme étant de la lignée qui autrefois donnait à ce pays ses princes, il réclame l'héritage. En outre, Friedrich de Telramund accuse Elsa d'avoir un amant secret.
Le roi décide de trancher le litige. Elsa s'avance, apparaît lumineuse et pure à l'assistance.
À la question du roi : « Qu'opposes-tu à cette accusation ? », elle ne sait répondre que : « Mon pauvre frère. »
Elle dit ensuite qu'elle en a appelé à Dieu, qu'elle a fait monter jusqu'au ciel un cri plaintif et qu'elle a sombré dans un profond sommeil (« Einsam in trüben Tagen… »/Solitaire dans les jours nuageux ... : Le Rêve d'Elsa).
« Défends-toi », dit le roi.
Elle poursuit son récit en disant qu'elle a vu en rêve un chevalier pur et vaillant qui sut la consoler, et qu'elle veut que ce chevalier soit son défenseur.
Les Brabançons déclarent leur fidélité à Telramund. Le roi propose à l'assemblée des nobles que la dispute soit tranchée par le jugement de Dieu, c'est-à-dire un combat singulier entre le comte et celui qu'Elsa aura désigné comme son champion, ce que le comte et la jeune fille acceptent.

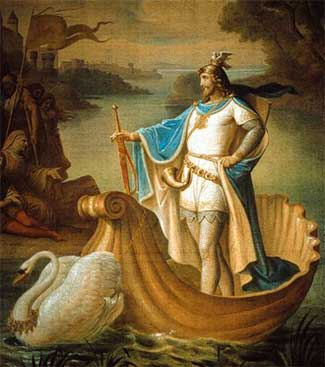
Lohengrin par August von Heckel.

« Qui choisis-tu comme défenseur ? » demande le roi.
Elsa répond qu'elle veut la protection de l'envoyé de Dieu, de ce chevalier vu en rêve, qu'elle lui offre en récompense les terres de son père, la couronne et qu'elle l'épousera si telle est sa volonté.
Le héraut appelle le champion d'Elsa, l'appel reste sans réponse. Au deuxième appel, de nouveau un lourd silence qui se prolonge. Elsa supplie le Seigneur de lui envoyer son chevalier pour la secourir. C'est alors que les hommes annoncent une étrange merveille, sur le fleuve, un cygne tire une nacelle, un chevalier à l'armure étincelante s'y tient debout.
Le chevalier s'adresse au cygne, le remercie et lui dit de repartir. L'assemblée s'étonne de ce miracle.
Le chevalier déclare qu'il est venu défendre une jeune fille accusée à tort. Elsa accepte sa protection et promet de l'épouser.
Le chevalier l'avertit qu'elle devra lui faire une promesse : jamais, elle ne devra lui demander ni qui il est, ni d'où il vient, ni son nom, ni sa race (« Nie sollst du mich befragen… »)/Tu ne devrais jamais me questionner .... « Comment pourrait-il y avoir de doute plus coupable ? » répond la princesse.
Les nobles brabançons cherchent en vain à dissuader Telramund d'engager le combat. Celui-ci a lieu. Après quelques violents échanges, Telramund est terrassé.
« Ta vie m'appartient, déclare le vainqueur à son adversaire, je te la donne, consacre-la au repentir. »
Elsa loue son sauveur, celui-ci lui répond que c'est grâce à son innocence qu'il a remporté la victoire.
Telramund exprime son désespoir et Ortrud se demande qui est celui qui a vaincu son mari.
L'ensemble de l'assistance célèbre le nouveau héros et le porte en triomphe ainsi que sa protégée.

### Acte II
Dans le château d’Anvers

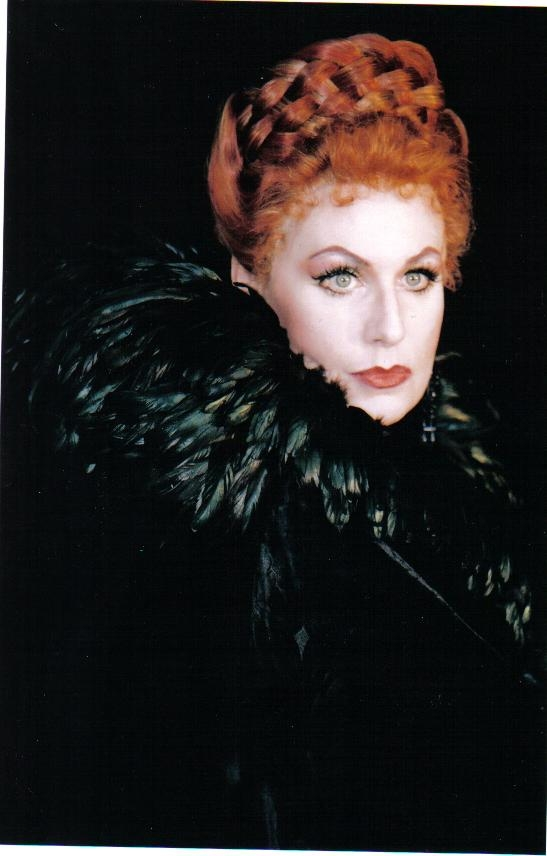
Doris Soffel dans le rôle d'Ortrud en 2003.

Friedrich et Ortrud vêtus d'habits pauvres et sombres sont assis sur les marches qui conduisent aux portes de l'église.
Telramund se plaint amèrement de sa défaite : « Mon épée est brisée, mon blason détruit, mes ancêtres maudits... J'ai perdu mon honneur, mon honneur, mon honneur est détruit. »
Il reproche à son épouse d'en être la responsable : « N'est-ce pas ton témoignage, ton récit qui m'ont conduit à accuser l'innocente ? Ne m'as tu pas menti en disant que tu avais vu s'accomplir le forfait d'Elsa noyant son frère dans l'étang ? »
Ortrud reproche à son mari de n'avoir pas été assez féroce dans le combat, Telramund évoque alors la puissance de Dieu, puissance qu'Ortrud nie.
Ortrud souffle à l'oreille de son mari que si le chevalier au cygne était contraint de dire son nom et son origine, c'en serait fini de sa puissance qu'un magicien lui a péniblement prêtée mais, ajoute-t-elle, personne n'a le pouvoir de lui arracher son secret, hormis Elsa. Il faut donc amener Elsa à le questionner. Pour cela, il faudra éviter d'éveiller la méfiance de la jeune fille.
Telramund, avec rage, comprend que c'est par la magie qu'il a été vaincu.
Ortrud, qui se targue de s'être plongée dans les arts les plus secrets, lui indique que quiconque doit sa force à la magie se révèle impuissant si on lui ôte ne serait-ce que la plus petite partie du corps.
Ortrud et Telramund se font le serment d'accomplir la vengeance.
Elsa apparaît sur la terrasse. Elle dit sa reconnaissance aux brises qui ont transmis sa plainte jusqu'à son sauveur.
Ortrud demande à Friedrich de s'écarter. Elle se fait plaintive auprès d'Elsa et la rend responsable de son malheur. Elle prétend que si quelque malheureuse folie a conduit son mari à l'accuser à tort d'une faute, son cœur est maintenant déchiré de remords.
Elsa pense alors qu'elle estimerait mal les bontés du Tout-Puissant si elle rejetait la femme malheureuse qui la supplie.
Ortrud jubile et s'adresse alors avec un fol enthousiasme aux « dieux humiliés, Wotan et Freia », les prie de l'aider à se venger et d'anéantir les viles croyances des apostats (Imprécations d'Ortrud).
Ortrud se jette aux pieds d'Elsa, qui la prie de se relever. Elsa lui accorde son pardon et lui demande le sien. Elle promet d'intervenir auprès de celui qui sera son époux pour obtenir le retour en grâce de Friedrich et lui enjoint de se joindre à la cérémonie parée de somptueux vêtements.
Ortrud comme pour remercier Elsa se prévaut de ses pouvoirs pour lui conseiller de ne pas accorder une foi aveugle à cet homme mystérieux qui pourrait bien la quitter, car il est venu par magie. Avec horreur, Elsa rejette cette accusation.
Telramund se déclare impuissant à empêcher l'œuvre maléfique de son épouse.
Le jour se lève, les nobles du Brabant se rassemblent. Le héraut proclame le bannissement de Telramund et le mariage d'Elsa avec le chevalier au cygne qui reçoit le titre, non pas de duc, car il y a renoncé, mais de protecteur du Brabant. Dès le lendemain, c'est lui qui conduira les armées du roi à la victoire.
Des nobles brabançons protestent contre ce départ précipité des armées qui les éloignera du pays, mais qui peut s'y opposer ? « Moi », dit Telramund, qui se dévoile. Les nobles sont effrayés de son audace.
Les pages annoncent l'arrivée d'Elsa. La cérémonie commence. Ortrud, richement vêtue, provoque la stupeur de l'assemblée en demandant la préséance et prétend qu'Elsa doit s'incliner devant elle. « Si, dit-elle, un faux jugement a banni son époux, n'est-elle pas l'épouse d'un homme respecté alors que le nom du fiancé d'Elsa est inconnu ? Comment Elsa peut-elle attester sa noblesse et qu'il est de haute lignée ? D'où les flots l'ont-ils apporté et quand la quittera-t-il, pour aller où ? » Ortrud accuse le protecteur d'Elsa de bénéficier de pouvoirs magiques et insinue qu'Elsa elle-même est atteinte par l'inquiétude. Elsa réagit avec vigueur à ces accusations.
Le roi et le protecteur du Brabant apparaissent. « Quelle est cette querelle ? » demande le souverain. Le protecteur du Brabant s'étonne de voir Ortrud en ces lieux. Elsa explique son geste de compassion. Il demande à Elsa si le poison s'est répandu dans son cœur.
Telramund apparaît, s'adresse à l'assemblée et affirme que le Jugement de Dieu a été faussé et que c'est une ruse de magicien qui a décidé du sort du combat. Il accuse le mystérieux chevalier de sorcellerie et le somme de lui dire son nom et ses origines. Le Protecteur du Brabant réplique qu'il n'a pas à répondre à un homme qui a « oublié l'honneur », ni même au roi, ni même au conseil suprême de tous les princes : selon lui, seule Elsa a la légitimité de l'interroger. Telramund, en aparté, demande à Elsa pour lever tout doute de le laisser pénétrer auprès du chevalier pour qu'il lui enlève une partie de son corps, la pointe d'un doigt. Selon Ortrud ce serait le moyen d'anéantir ses pouvoirs magiques.
Elsa assure son fiancé de sa confiance et ils entrent dans l'église.

### Acte III

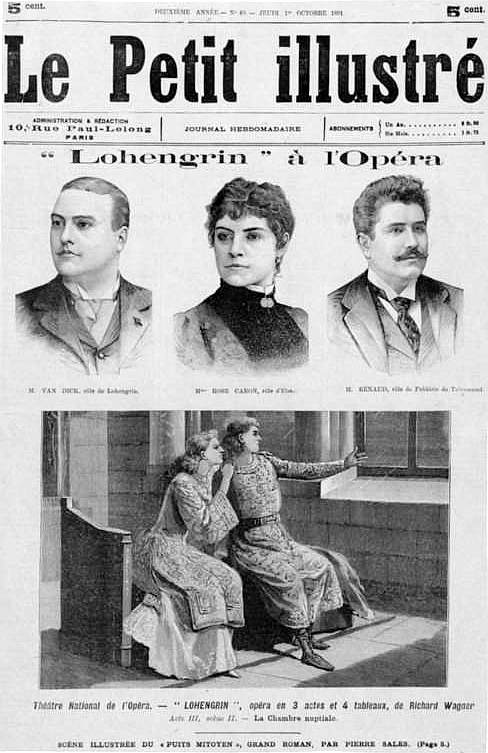
Acte III, scène 1 : La chambre nuptiale.
Lohengrin à l'Opéra Garnier en 1891 avec Ernest Van Dyck, Rose Caron et Maurice Renaud.

Premier tableau : la chambre nuptiale
Accompagnés par le fameux chœur nuptial « que les bruits de la fête s'éteignent, que vos cœurs s'enivrent ! Que la chambre parfumée parée pour l'amour vous accueille à présent. », Elsa et son époux pénètrent dans la chambre nuptiale. Ils se déclarent leur amour.
Le chevalier : « Sans nous être vus, nous nous aimions déjà ; si je fus choisi pour être ton défenseur, c'est l'amour qui m'a ouvert la voie vers toi. »
Elsa : « Mais moi, je t'avais déjà vu auparavant, dans ce rêve bienheureux tu étais venu à moi. »
Le chevalier appelle son épouse par son nom « Elsa ».
Elsa : « Qu'il est doux, mon nom qui s'échappe de tes lèvres ! Ne connaîtrai-je pas le doux son du tien ? »
Le chevalier lui parle alors des doux parfums qui enivrent les sens. Elsa se dit prête à partager son secret. Elle sera assez forte pour le préserver. L'époux lui répond que si elle ne chancelle pas devant l'interdiction, il l'estimera au-dessus de toutes les femmes. Il lui dit aussi que pour elle il a renoncé à la destinée la plus noble du monde et que c'est de la lumière et du bonheur qu'il vient. Ces propos inquiètent au plus haut point Elsa qui imagine que son époux la quittera pour retrouver la félicité qu'il a quittée.
Puis elle lui demande où elle peut prendre sa force puisque l'être de son époux est empli de magie. Elle connaît un moment d'égarement, elle croit voir le cygne qui glisse sur les flots.
« Dis-moi ton nom, dit Elsa. D'où es-tu venu ? Quelle est ta race ? » — « Malheur à toi », lui répond le chevalier. Elsa a aperçu Telramund et quatre de ses compagnons qui se tenaient en embuscade dans la pièce voisine. Le chevalier d'un seul coup tue Telramund avec l'épée qu'Elsa lui avait tendue et dit : « Tout notre bonheur est enfui », puis il ordonne aux hommes de main épouvantés de porter le corps devant le tribunal du roi.
Deuxième tableau : la prairie sur les bords de l’Escaut
Les troupes arrivent, le roi remercie les Brabançons d'avoir répondu à son appel et exalte la défense de l'empire.
« Pour la terre germanique, l'épée germanique !

Que soit ainsi préservée la force de l'empire. » 
Il demande où est le protecteur du Brabant.
Alors que le cadavre de Telramund est apporté, le mystérieux chevalier déclare que ce n'est pas en compagnon d'armes qu'il se présente, mais en accusateur. Il affirme que c'est en état de légitime défense qu'il a tué le comte. Il accuse sa femme d'avoir trahi sa promesse de ne pas lui demander son nom. Ce nom, il va donc le révéler ainsi que son origine car à sa femme, il ne peut le refuser. Il déclare alors ('Récit du Graal') qu'il vient d'une contrée lointaine où se trouve un château appelé Montsalvat, au centre duquel se trouve un temple lumineux d'une splendeur telle que la terre n'en connaît point. Ce temple abrite un calice sacré, le Graal qui fut apporté par une légion d'anges. Grâce à lui, une foi sainte et pure se répand sur sa chevalerie. « Quiconque, dit-il, a été élu pour servir le Graal est investi d'une force surnaturelle. La bénédiction du Graal est d'une si sublime nature que voilée elle doit fuir le regard des profanes. » Une fois reconnu, le chevalier du Graal est contraint de partir.
« Écoutez maintenant la réponse à la question interdite !

Par le Graal je fus envoyé à vous :

Mon père Parsifal en porte la couronne

Son chevalier je suis et j'ai nom Lohengrin. »
Lohengrin doit partir ; le cygne tirant la nacelle apparaît sur l'Escaut. Elsa est sur le point de s'effondrer et laisse éclater son désespoir. Au roi, Lohengrin promet la victoire sur ses ennemis. Il annonce à Elsa ('Adieux de Lohengrin') que plus tard, Gottfried reviendra et remet à Elsa à l'intention de son frère un cor qui lui viendra en aide dans les moments de danger, une épée qui lui apportera la victoire et un anneau pour lui rappeler le souvenir de celui qui vint au secours de sa sœur dans la détresse. Ortrud clame avoir accompli la métamorphose du jeune duc en cygne, aux cris indignés de la foule, elle dit que c'est ainsi que se vengent les dieux qui ont été répudiés.
Lohengrin entre alors en prière : à la place du cygne apparaît alors un jeune homme, c'est Gottfried que Lohengrin présente à l'assemblée : « Voici le duc de Brabant, qu'il soit nommé votre chef. »
Ortrud s'effondre, Lohengrin monte dans la nacelle qui s'éloigne d'elle-même. « Malheur ! » s'exclame l'assemblée. Elsa s'effondre, inanimée, dans les bras de son frère tandis que Lohengrin disparaît à jamais.

### Sources de l’argument
L'histoire du « chevalier au cygne » provient de la littérature médiévale allemande, notamment de Parzival de Wolfram von Eschenbach et sa suite anonyme, Lohengrin, elle-même inspirée de la saga de Garin le Lorrain, la 2e branche (chanson de geste) du cycle Geste des Lorrains.
L'intrigue de l'opéra remonte à l'année 933, lorsque le roi Henri l’Oiseleur a vaincu les Hongrois dans la bataille de Riade. Le discours d'Henri dans le premier acte fait référence au discours du roi au peuple saxon transmis par Widukind de Corvey. Wagner l'a déplacé à Anvers afin de pouvoir relier l'événement historique à la légende du chevalier au cygne, originaire de la Basse-Rhénanie. A cette époque, Anvers faisait part de la Toxandrie qui appartenait au Saint Empire romain germanique.

## Réception de l’opéra
Mais compromis avec les révolutionnaires de Dresde dans les émeutes de 1848 et 1849, Wagner est, dès lors, interdit de séjour en Allemagne et exilé à Zurich et peine à faire représenter ses oeuvres. En 1850, Franz Liszt est directeur musical à Weimar et bénéficie de la protection du Grand-Duc Charles-Frédéric et de son épouse, Maria Pawlowna, très bonne musicienne. Déjà en 1849, Tannhaüser est présenté au Théâtre Grand-Ducal de Weimar à l'initiative de Litszt. Ce dernier reçoit très positivement la lettre de son ami Wagner lui annonçant son nouvel opéra et lui déclarant « Après avoir relu quelques passages de mon Lohengrin – d’habitude je ne relis jamais mes œuvres – j’ai été pris d’un immense désir de voir cet opéra représenté. Je t’adresse donc une instante prière : fais jouer mon Lohengrin ! ». À la création, le 28 Août 1850, date anniversaire de la naissance de Goethe, Lohengrin fut un succès immédiat. De nombreux spectateurs vinrent de l'étranger, comme Gérard de Nerval ou Giacomo Meyerbeer.
L'orchestre de Weimar ne comprenait que 35 musiciens. Liszt étoffa un peu l'effectif et en informa Wagner en ces termes « Le nombre de violons sera quelque peu augmenté : 16 à 18 en tout ; la clarinette basse a été achetée. Il va sans dire  que nous ne retrancherons  pas une note, pas un iota de votre œuvre, que nous la donnerons dans son « beau » absolu, autant qu’il nous sera possible de le faire… ».
Selon André Tubeuf : « L’amitié fraternelle de Liszt va faire créer Lohengrin à Weimar : pendant quinze ans, plus une œuvre nouvelle de lui ne sera jouée. Il n’exprimera son génie, son fiel aussi, que dans la théorie, L’Œuvre d’art de l’avenir, Opéra et Drame, L’Art et la Révolution, ou le pamphlet : Le Judaïsme en musique ».

### Popularité
Plusieurs extraits sont devenus célèbres : le prélude du premier acte ; le prélude du troisième acte ; l'air de Lohengrin In fernem Land ; la marche nuptiale, connue en général sous le nom de Voici la mariée (Treulich gefürt),, jouée traditionnellement lors des mariages en Occident, comme celle de Felix Mendelssohn dans le troisième acte du Songe d’une nuit d’été.
Proust fait référence à Lohengrin à de nombreuses reprises dans le cycle romanesque À la recherche du temps perdu (Du côté de chez Swann, À l'ombre des jeunes filles en fleurs, Le Côté de Guermantes, La Prisonnière, Albertine Disparue).

### Influence sur Louis II de Bavière

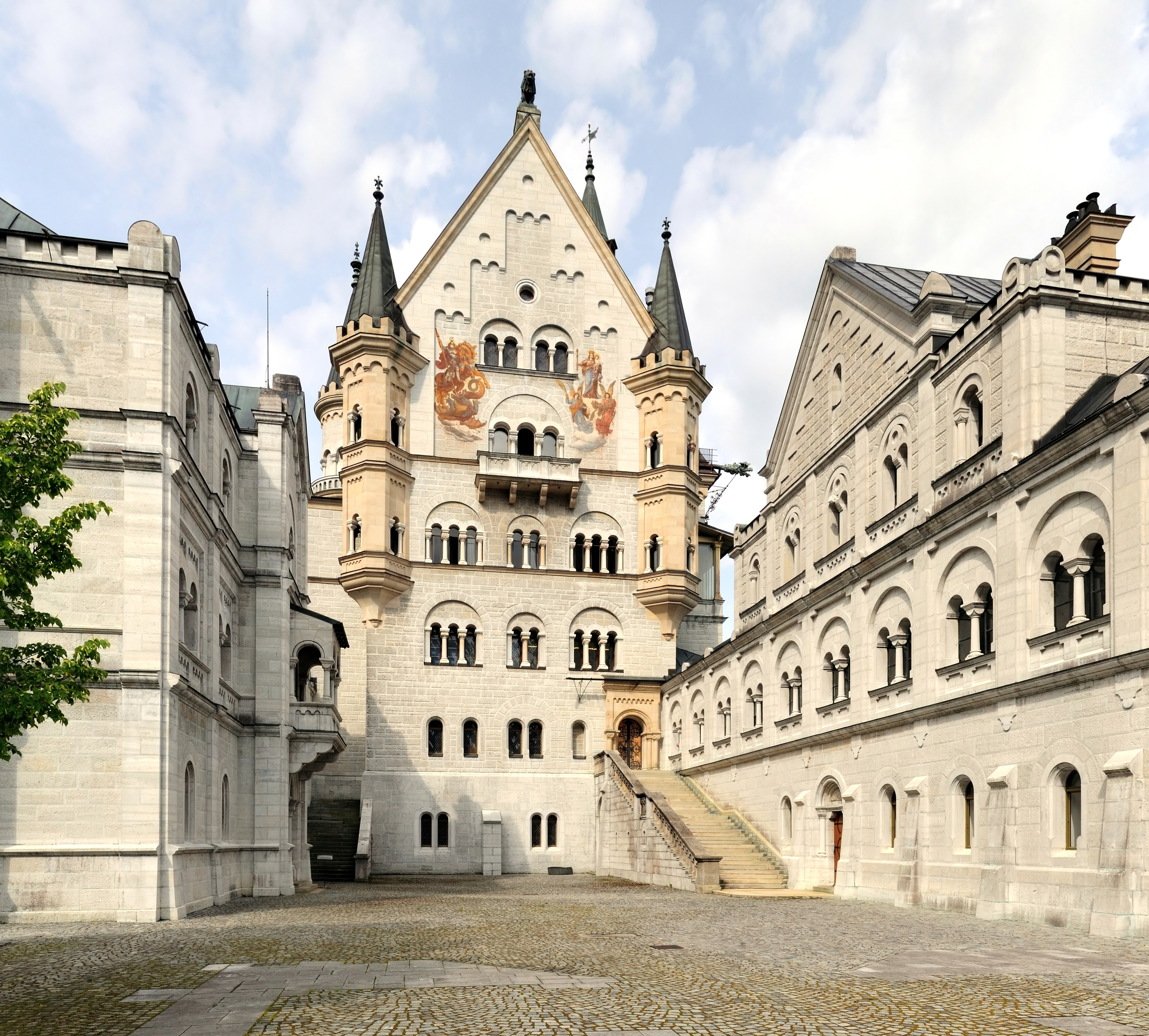
Château de Neuschwanstein: La maison des dames (à gauche) avec balcon d'Elsa de Brabant, la façade du palais central et la maison des chevaliers (à droite), vues depuis l'emplacement de la chapelle non réalisée. L'escalier a été fait pour le cortège de mariage à la cathédrale.

Le jeune roi Louis II de Bavière fut très touché par cet opéra féerique. Il fit construire plus tard un château tout droit sorti d'un conte de fées, qu'il nomma Neuschwanstein (« le nouveau rocher du cygne »). La scène d'ouverture de l'opéra peut être interprétée comme une exhortation à peine voilée, adressée à un prince allemand, de réunifier l'Allemagne sous son drapeau. La maison des femmes de gauche (avec un balcon couvert pour Elsa), le palais central et la chapelle projetée suivent ainsi exactement les indications scéniques de Wagner pour la toile de fond du château d'Anvers dans le second acte de Lohengrin.
À partir de 1864, Wagner ne s'opposa pas à ce que la figure de ce prince anonyme devienne celle du jeune roi de Bavière. Car ce fut le mécénat de Louis II qui sauva Wagner de la faillite. Le roi donna à Wagner les moyens de construire un théâtre d’opéra, le palais des festivals de Bayreuth, puis d’y monter en 1876 son cycle de quatre opéras L'Anneau du Nibelung et en 1882 sa dernière œuvre, Parsifal.

## Discographie et Vidéographie
Il existe plus de cent versions discographiques de Lohengrin, certaines plus ou moins tronquées dans les premières, enregistrées en direct ou en studio. En voici une sélection.

Les chanteurs mentionnés interprètent respectivement Lohengrin, Elsa, Heinrich, Telramund, Ortrud.
- Artur Bodanzky (1935), Chœurs et orchestre du Metropolitan Opera de New-York, Lauritz Melchior, Lotte Lehmann, Emanuel List, Friedrich Schorr, Marjorie Lawrence
- Erich Leinsdorf (1940), Chœurs et orchestre du Metropolitan Opera de New-York, Lauritz Melchior, Elisabeth Rethberg, Emanuel List, Julius Huehn (en), Kerstin Thorborg
- Robert Heger (1942), Chœurs et orchestre du Staatsoper de Berlin, Franz Völker, Maria Müller, Ludwig Hofmann, Jaro Prohaska, Margarete Klose
- Erich Leinsdorf (1943), Chœurs et orchestre du Metropolitan Opera de New-York, Lauritz Melchior, Astrid Varnay, Norman Cordon, Alexander Sved, Kerstin Thorborg
- Joseph Keilberth (1953), Chœurs et Orchestre du Festival de Bayreuth, Wolfgang Windgassen, Eleanor Steber, Josef Greindl, Hermann Uhde, Astrid Varnay  . Decca 1954, rééd. Teldec 1997 ou Naxos Historical 2005
- Eugen Jochum (1954), Chœurs et Orchestre du Festival de Bayreuth, Wolfgang Windgassen, Birgit Nilsson, Theo Adam, Hermann Uhde, Astrid Varnay  . Archipel, 2004, rééd. 2013
- André Cluytens (1958), Chœurs et Orchestre du Festival de Bayreuth, Sándor Kónya, Leonie Rysanek, Kieth Engen, Ernest Blanc, Astrid Varnay  . Réédition Myto 1994
- Lovro von Matačić (1959), Chœurs et Orchestre du Festival de Bayreuth, Sándor Kónya, Elisabeth Grümmer, Franz Crass, Ernest Blanc, Rita Gorr . Réédition Orfeo 2006
- Thomas Schippers (1959), Chœurs et orchestre du Metropolitan Opera de New-York, Brian Sullivan, Lisa Della Casa, Otto Edelmann, Walter Cassel, Margaret Harshaw  Walhall 2009.
- Wolfgang Sawallisch (1962), Chœurs et Orchestre du Festival de Bayreuth, Jess Thomas, Anja Silja, Tom Krause, Ramon Vinay, Astrid Varnay . Philips, réédition Decca 2013
- Rudolf Kempe (1962–1963), Wiener Philharmoniker, Jess Thomas, Elisabeth Grümmer, Gottlob Frick, Dietrich Fischer-Dieskau, Christa Ludwig. Réédition EMI Classics, 2000
- Erich Leinsdorf (1965), Boston Symphony Orchestra, Sándor Kónya, Lucine Amara, Jerome Hines, William Dooley, Rita Gorr . RCA, réédition Sony Classical 1998
- Karl Böhm (1965), Orchestre de l'Opéra de Vienne, Jess Thomas, Claire Watson, Martti Talvela, Walter Berry, Christa Ludwig . Réédition Orfeo, 2013
- Silvio Varviso (1966), Kungliga Teaterns Hovkapellet, Nicolai Gedda, Aase Nordmo-Løvberg, Rolf Jupither, Barbro Ericson, Bengt Rundgren  . Ponto Records, 2002
- Rudolf Kempe (1967), Chœurs et Orchestre du Festival de Bayreuth, James King, Heather Harper, Karl Ridderbusch, Donald McIntyre, Grace Hoffmann. Réédition Orfeo, 2011
- Rafael Kubelik (1971), Orchestre de la Radio Bavaroise, James King, Thomas Stewart, Gundula Janowitz, Gwyneth Jones, Karl Ridderbusch. Deutsche Grammophon, 1971
- Herbert von Karajan (1975–1981), Berliner Philharmoniker, René Kollo, Anna Tomowa-Sintow, Robert Kerns, Siegmund Nimsgern, Dunja Vejzovic. Réédition EMI Classics, 1997
- Georg Solti (1985–1986), Wiener Philharmoniker, Placido Domingo, Jessye Norman, Dietrich Fischer-Dieskau, Siegmund Nimsgern, Eva Randowa. Réédition Decca, 2003
- Claudio Abbado (1991–1992), Wiener Philharmoniker, Siegfried Jerusalem, Cheryl Studer, Kurt Moll, Hartmut Welker, Waltraud Meier. Deutsche Grammophon, 1995
- Colin Davis (1994), Orchestre de la Radio Bavaroise, Ben Heppner, Sharon Sweet, Bryn Terfel, Sergueï Leiferkus, Éva Marton. RCA Red Seal, 1995
- Daniel Barenboïm (1998), Staatskapelle Berlin, Peter Seiffert, Emily Magee, Roman Trekel, Falk Struckmann, Deborah Polaski. Teldec, 1998
- Kent Nagano (2010), Bayerische Staatsoper, Jonas Kaufmann, Anja Harteros, Wolfgang Koch, Michaela Schuster, Enregistrement à Munich en 2009. DVD[19].
- Daniel Barenboim (2012), teatro alla Scala, le 7 décembre, Jonas Kaufmann, Annette Dasch, René Pape, Evelyn Hertlitzius, Tomas Tomasson (édition du teatro Alla Scala).
- Marek Janowski (2012), Rundfunk-Sinfonieorchester Berlin, Klaus Florian Vogt, Annette Dasch, Günther Groissböck, Gerd Grochowski, Susanne Resmark. Pentatone
- Christian Thielemann (2019), Festival de Bayreuth, Piotr Beczala, Anja Harteros, Georg Zeppenfeld, Derek Welton, Waltraud Meier - Enregistrement à Bayreuth en 2018 -  DVD[20]

Les préludes sont des extraits populaires sur les disques de musique pour orchestre (sans chanteurs), alors que le chœur nuptial apparaît dans beaucoup de compilations de musique pour cérémonies de mariage.